# Giuseppe Murnigotti
Giuseppe Murnigotti (1834 Martinengo - 1903 Nice) var en italiensk opfinder af motorcyklen.
I 1879, patenterede Murnigotti sin horisontale en cylindret "dampmotorcykel" (motore atmosferico al velocipede (atmosfærisk motor til velocipede)), og senere patenterede han et dobbeltvirkende stempel til firetaktsbenzinmotor, der anvendtes i en trehjulet velocipede.